# Marcel Moreau (football)
Pour les articles homonymes, voir Marcel Moreau et Moreau.
Marcel Moreau est un footballeur français né le 18 décembre 1936 à Reims (Marne). 
Ce milieu de terrain joue principalement au Stade de Reims, le club de sa ville natale. Outre un titre de Champion de France en 1962, il participe à deux campagnes européennes des champenois.

## Biographie
Joueur très technique et rugueux, Marcel Moreau faisait partie des rares joueurs capables d'évoluer à tous les postes.

## Carrière de joueur
- 1960-1966 : Stade de Reims
- 1966-1967 : Limoges FC (en Division 2)[1]

À partir de 1968 entraineur joueur us oradour sur glane

## Palmarès
- Champion de France en 1962 avec le Stade de Reims
- Vice-Champion de France en 1963 avec le Stade de Reims
- Champion de France D2 en 1966 avec le Stade de Reims

## Statistiques
- Premier match en Division 1 : le 24 août 1960, Reims-Valenciennes (4-0)
- 101 matchs et 2 buts marqués en Division 1 avec le Stade de Reims
- 59 matchs et 2 buts marqués en Division 2 (32 m et 1 b avec le Stade de Reims, 27 m et 1 b avec le Limoges FC)
- 6 matchs et 1 but marqué en Coupe d'Europe avec le Stade de Reims